# Antilope subtorta
Antilope subtorta — вимерлий вид антилоп, який мешкав у пліоцені в Сіваліках Пакистану.
A. subtorta вважається найстарішим відомим представником роду. Порівняно з живою антилопою Гарна, роги були менш закрученими.